# Доті
Доті (деванагарі: डोटी, Doti), в народниму фольклорі Дотіґарх (фортеця Доті, डोटीगढ़) — історична область, що знаходиться на території Далекосхідного регіону Непалу (який і зараз називається в народі Доті) і частині індійського штату Уттаракханд. Історично Доті було незалежним князівством, що виникло та досягло розквіту після розпаду держави Катьюрі та існувало до того, як поступилося державі Чанд. Владу в державі мала гілка династії Катьюрі, а її правителі називалися райнками (райками). Мовою держави була дотіялі, діалект індо-європейської мови кумаоні.